# Uma Thurman
Uma Karuna Thurman, ameriška filmska in televizijska igralka ter fotomodel, * 29. april 1970, Boston, Massachusetts, Združene države Amerike.
Igrala je v glavnih vlogah filmov najrazličnejših žanrov, od romantičnih komedij in dram do znanstvene fantastike in akcijskih filmov. Za svoja dela je bila nominirana za oskarja in je prejela zlati globus. Njene najpomembnejše vloge so vloga Mie Wallace v Tarantinovem filmu Šund (1994), vloga Debby Miller v HBO-jevi miniseriji Hysterical Blindness (2002) in vloga Beatrix Kiddo v filmih Ubila bom Billa 1 (2003) in Ubila bom Billa 2 (2004) režiserja Quentina Tarantina.

## Zgodnje življenje
Thurmanova je hči fotomodela Nene von Schlebrügge in profesorja Roberta Thurmana. Odraščala je v mestu Amherst v zvezni državi Massachusetts, kjer je obiskovala tudi lokalno srednjo šolo. Kasneje se je z družino preselila v Woodstock, New York v zvezni državi New York. Njen oče je svoje otroke vzgajal v budistični veri in Uma je poimenovana po frazi Dbuma Čenpo (»db« je v tibetanščini nem), kar v sanskrtu pomeni »velika srednja pot«. Očetovi vzgoji navkljub zase pravi, da je agnostik. Ima tri brate, Gandena (roj. 1968), Dechena (roj. 1973) in Mipama (roj. 1978), ter polsestro Tayo (roj. 1960) iz očetovega prejšnjega zakona. S svojimi brati in sestrami je precejšen del otroštva preživela tudi v indijski Almori, kjer jih je občasno obiskoval tudi Dalajlama. Sama je dejala, da je bila v otroštvu nerodno in samozaprto dekle, saj so jo dražili zaradi visoke postave, nenavadne kostne strukture, velikih stopal in nenavadnega imena (včasih se je zlagala, da ji je ime »Uma Karen«). Ko je bila stara deset let, ji je eden od prijateljev njene mame predlagal, da bi odšla na plastično operacijo nosu. V otroštvu je zbolela za telesno dismorfično motnjo, o čemer je leta 2001 spregovorila v intervjuju za revijo Talk. V osmem razredu osnovne šole je vzljubila igranje. Nek agent jo je opazil v vlogi Abigail v šolski igri The Crucible in ji ponudil priložnost za poklicno igranje. Tako je pričela obiskovati elitno pripravljalno šolo Northfield Mount Hermon v Massachusettsu, ki jo je kasneje zapustila, z željo, da bi se osredotočila na svojo igralsko kariero.

### Družinsko ozadje
Njen oče, Robert Alexander Farrar Thurman (roj. 3. avgusta 1941), se je rodil v New Yorku kot sin Elizabeth Dean (roj. Farrar), gledališke igralke, in Beverlyja Reida Thurmana, ml., prevajalca in novinarja agencije Associated Press. Robert Thurman je med letoma 1973 in 1988 delal kot profesor verske vzgoje na kolidžu Amherst in nazadnje sprejel vlogo profesorja tibetantskega budizma na Univerzi Columbia.
Mati Ume Thurman, Nena von Schlebrügge, je bila fotomodel. Rodila se je v leta 1941 v Mexico Cityju. Njen oče je bil baron Friedrich Karl Johannes von Schlebrügge, nemški vojaški oficir in eden pomembnejših nacističnih vohunov v Južni Ameriki, ki pa so ga nacisti zaprli, ker je ščitil svoje judovske prijatelje. Umina babica po materini strani je bila Birgit Holmquist, ki se je rodila v švedskem Trelleborgu. Holmquistova je v 30. letih 20. stoletja delala kot fotomodel za gol kip, ki stoji v švedskem pristanišču Smygehuk. Njen oče je bil Šved, njena mati pa je imela nemške in danske korenine. Umina mati je bila, preden se je poročila z njenim očetom, poročena z ameriškim psihologom in izvedencem za LSD Timothyjem Learyjem.

## Kariera

### Zgodnja dela (1985–1989)
»Na njej ni ničesar najstniško živčnega, spoznal nisem še nikogar takšnega pri njeni starosti. Njena inteligenca in drža izstopata. A na njej je še nekaj drugega. Je več kot le malce čudaška.«

John Malkovich, soigralec Ume Thurman iz filma Dogodivščine barona Munchausna
Uma Thurman je pri petnajstih pričela delati kot fotomodel. Takrat je podpisala pogodbo z agencijo Click Models. Pojavila se je v reviji Glamour, decembra 1985 na naslovnici revije Vogue in maja 1985 na naslovnici britanske različice revije Vogue. Takrat je pričela tudi z igranjem, saj se je še istega leta pojavila v štirih filmih. Prva dva sta bila srednješolska komedija Johnny Be Good in najstniški triler Kiss Daddy Goodnight. Pojavila se je tudi v filmu Dogodivščine barona Münchhausna, kjer je ob Vulkanu Oliverju Reedu zaigrala boginjo Venero. Med svojim prvim prizorom v filmu, ki je spominjal na Botticellijevo sliko Rojstvo Venere, se je za kratek čas pojavila gola. Film, za snemanje katerega so porabili 46 milijonov USD, je prinesel le 8 milijonov USD prihodkov in bil tako prodajno izredno neuspešen. Svoj preboj je doživela z vlogo Cecile de Volanges v filmu Nevarna razmerja. V času snemanja filma je bila zelo negotova glede svojega izgleda, po izidu filma pa se je pred javnostjo skrila s tem, da se je za kratek čas preselila v London, kjer je med svojim bivanjem v glavnem nosila vrečasta in ohlapna oblačila.

### Vzpon (1990–1993)
»Thurmanova v vlogi June z brooklynskim naglasom že tako izjemno pomemben lik naredi za še pomembnejšega, njen nastop v filmu pa se vseeno zdi bolj radoveden kot zapovedujoč.«

New York Times o nastopu Ume Thurman v filmu Henry in June
Leta 1990 je poleg Freda Warda zaigrala v seksualno provokativnem filmu Henry in June. To je bil prvi film, ki so ga ocenili kot neprimernega za občinstvo, mlajše od sedemnajst let. Zaradi tega filma niso predvajali v kinematografih in ni prejel veliko pozornosti javnosti, a so kritiki nastop Ume Thurman v tem filmu v glavnem hvalili. Nato je prvič zaigrala v stranski vlogi, in sicer v filmu Even Cowgirls Get the Blues Gusa Van Santa, filmski upodobitvi istoimenskega romana Toma Robbinsa. Film je bil tako kritično kot finančno izredno neuspešen, Thurmanova pa je za svojo vlogo v filmu prejela nominacijo za zlato malino v kategoriji za »najslabšo igralko«. Novinar revije The Washington Post je njen nastop v tem filmu opisal kot plitkega, in pri tem dodal: »Čudaško pasivna karakterizacija Thurmanove ni bistveno globlja od zelo gibčnega palca.« Leta 1993 je poleg Roberta De Nira zaigrala v filmu Pesjan in Glorija, še enem finančno izredno neuspešnem filmu. Kasneje tistega leta se je udeležila avdicije za Kubrickov film Wartime Lies, ki kasneje sploh ni bil posnet. Njen agent je dejal, da je svoje sodelovanje s Kubrickom opisala kot »zelo slabo izkušnjo.«

### Vrhunec kariere (1994–1998)
»Uma Thurman pripada neki drugi vrsti. Na lestvici boginj stoji ob boku Garbove in Dietrichove.«

Quentin Tarantino, režiser filma Šund, o Umi Thurman v intervjuju za revijo Time
Po filmu Pesjan in Glorija je Uma Thurman odšla na avdicijo za film Šund Quentina Tarantina. Film je postal velika finančna uspešnica, saj je zaslužil več kot 107 milijonov USD, za snemanje pa so porabili le 8 milijonov USD. Novinar revije Washington Post je napisal, da je bil nastop Ume Thurman »spokojno neprepoznaven zaradi črne lasulje, v vlogi gangsterjevega dekleta pa se odlično znajde.« Uma Thurman je bila naslednjega leta za svojo vlogo v tem filmu nominirana za oskarja v kategoriji za »najboljšo stransko igralko«. Postala je ena od najljubših igralk Quentina Tarantina, ki jo je kasneje v več intervjujih označil za svojo muzo.
Leta 1996 je Uma Thurman zaigrala v še dveh komercialno dokaj uspešnih filmih. V prvem, Beautiful Girls, je zaigrala simpatijo Timothyja Huttona, poleg nje pa je v filmu igralo več vidnih igralk, kot so Mira Sorvino, Martha Plimpton in Natalie Portman. Film so kritiki hvalili predvsem zaradi scenarija in dobrih nastopov Timothyja Huttona in Natalie Portman. Tudi komercialno je bil dokaj uspešen. Tistega leta je zaigrala tudi poleg Janeane Garofalo v romantični komediji The Truth About Cats & Dogs, v kateri je imela vlogo neumne svetlolase manekenke. Leta 1997 je ob svojem bodočem možu, Ethanu Hawkeu, zaigrala v znanstvenofantastičnem filmu Gattaca. Čeprav slednji ni bil pretirano dobičkonosen, je po izidu na DVD-ju prejel veliko pohval s strani filmskih kritikov. Nekatere kritike pa je nastop Ume Thurman vseeno razočaral; novinar časopisa The Los Angeles Times je tako napisal, da je bila v tem filmu »izredno nečustvena.« Nato je dobila vlogo Poison Ivy v filmu Batman in Robin, četrtem delu filmske serije, posnete po istoimenskih stripih. Njen nastop je s strani kritikov prejel mešane ocene, mnogi pa so jo primerjali z Mae West. Novinar časopisa The New York Times je napisal: »Kot Mae West tudi Uma Thurman meša resnično ženskost s spogledljivostjo kraljic privlačnosti.« Podobno je menil tudi novinar časopisa Houston Chronicle: »Thurmanova, ki spominja na femme fatale iz 40. let 20. stoletja, včasih oponaša Mae West ali celo Jessico Rabbit.« Naslednjega leta je zaigrala v še enem finančno in kritiško neuspešnem filmu, Maščevalci. CNN je njen nastop opisal kot »tako oddaljen, da se ti zdi, kot da jo gledaš skozi napačno stran teleskopa.« Za vlogi v obeh filmih je ponovno dobila nominacijo za zlato malino. Leto 1998 je zaključila z nastopom v filmski upodobitvi romana Victorja Huga Nesrečniki režiserke Bille August, v kateri je igrala Fantino.

### Premor (1999–2002)
Po rojstvu svojega prvega otroka leta 1998 se je odločila za odmor v karieri zaradi materinstva. V tem obdobju je igrala predvsem v manj pomembnih televizijskih filmih, kot sta Tape in Vatel ter miniseriji Hysterical Blindness. Zaigrala je tudi v filmu Chelsea Walls, ki ga je režiral njen takratni mož Ethan Hawke. Leta 2000 je vodila prireditev, v kateri so po knjigi Book of the Dead (2nd Avenue) predstavljali gledališka dela skladatelja Johna Morana. Za svoj nastop v miniseriji Hysterical Blindness, ki ga je tudi producirala, je prejela zlati globus v kategoriji za »najboljšo igralko v miniseriji ali televizijskem filmu«. V miniseriji je igrala žensko iz osemdesetih, ki živi v New Jerseyju in išče ljubezen. Novinar revije San Francisco Chronicle je v svoji oceni miniserije napisal: »Thurmanova se vlogi s svojim pogledom in telesno govorico tako posveti, da pričneš verjeti, da bi takšen stvor resnično lahko obstajal - ženska, ki je videti čudovito, vendar je tako obupana, da se zadovolji z vsakim povprečnim Janezom, ki pride mimo. Thurmanova je vlogo prilagodila svoji volji.«

### Ponoven vzpon in zdajšnji projekti (2003 - danes)
Po petletnem premoru je Uma Thurman leta 2003 zaigrala v svojem prvem pomembnejšem projektu, filmu Johna Wooja, Plačilo, ki je bil dokaj uspešen tako v finančnem kot v kritiškem smislu. Njen naslednji film je bil film Quentina Tarantina, Ubila bom Billa 1, s katerim je ponovno zaslovela. V filmu je zaigrala Beatrix Kiddo, morilko, ki si iz maščevanja želi ubiti svojega nekdanjega ljubimca. Tarantino je napisal, da je film spisal z njo v mislih, da je idejo za film dobil že med snemanjem filma Šund in da je bila njegova muza za ta film. Film so pričeli snemati veliko kasneje, kot so načrtovali, ker je Thurmanova zanosila, Tarantino pa za njeno vlogo ni želel najeti zamenjave. Film so snemali devet mesecev v petih različnih državah. Ta vloga je bila ena njenih najzahtevnejših, saj se je morala zanjo tri mesece učiti borilnih veščin, mečevanja in japonščine. Dvodelna akcijska filmska franšiza je takoj postala kultna klasika in požela veliko hvale s strani kritikov. Zanjo je bila Thurmanova dvakrat nominirana za zlati globus in trikrat za nagrado MTV Movie Award, in sicer enkrat v kategoriji za »najboljši ženski nastop« in dvakrat v kategoriji za »najboljši pretep«. Novinar revije Rolling Stone je pohvalil njen nastop in jo označil za »vzpenjajočega se angela iz melodramatičnega Hollywooda 40. let 20. stoletja.«
Njen lik neveste v filmski franšizi Ubila bom Billa so navdihnile junakinje iz raznih akcijskih filmov. Uma Thurman pravi, da se je sama najbolj zgledovala po glavnem liku iz filma Coffy iz leta 1973, ki ga je upodobila Pam Grier, ter liku Glorie Swenson iz filma Gloria, ki ga je upodobila Gena Rowlands. Dejala je tudi, da sta bili ti dve »edini ženski, ki sta tudi, ko sta držali orožje, izgledali resnično ženstveno.« Film Coffy so pred začetkom snemanja filma Ubila bom Billa 1 predvajali posebej za Umo Thurman, da bi ji to pomagalo pri oblikovanju njenega lika.
V letu 2005 je Thurmanova za snemanje enega filma povprečno prejemala že po 12,5 milijonov USD. Njen prvi film tistega leta je bil film Bodi kul, nadaljevanje filma Kdo bo koga iz leta 1995, v katerem je ponovno zaigrala ob boku svojega soigralca iz Šunda, Johna Travolte. V filmu je zaigrala vdovo pokojnega glasbenega producenta. Filma kritiki niso ravno hvalili in tudi z donosom ni upravičil pričakovanj. Istega leta je poleg Meryl Streep zaigrala v filmu Snaha, da te kap, v katerem je igrala žensko v tridesetih, ki prične z romanco z moškim v zgodnjih dvajsetih. Njen zadnji film tistega leta je bila različica filma Producenta, v katerem je zaigrala švedsko igralko Ullo, ki upa, da bo dobila vlogo v novem broadwayskem muzikalu. Na začetku so producenti filma nameravali najeti profesionalno pevko, da bi pela namesto nje, a je Uma Thurman želela sama peti pesmi iz filma. Producenti so kasneje potrdili, da je vse pesmi iz filma zapela sama. Film je bil finančno izjemno uspešen, mnogi kritiki pa so pohvalili tudi trud Ume Thurman pri igranju. A. O. Scott iz časopisa The New York Times je, na primer, napisal: »Uma Thurman v vlogi ženske, ki bi rada postala igralka, oddaja genialno energijo v agresivnem in nepotrebno bleščečem ter hrupnem spektaklu.«
Ob uspešni filmski karieri je ponovno postala zaželena tudi kot fotomodel. Kozmetično podjetje Lancôme jo je izbralo za svojo predstavnico in od takrat so veliko svojih šmink poimenovali po njej, vendar so vse prodajali le v Aziji. Leta 2005 je postala tudi predstavnica francoske modne hiše Louis Vuitton. 7. februarja 2006 jo je Ordre des Arts et des Lettres imenoval za viteza za njen prispevek k umetnosti in literaturi.
Maja leta 2006 je Thurmanova odkupila pravice za filmsko priredbo knjige The Swarm. Filma še niso začeli snemati in ga nameravajo izdati do leta 2015. Ko se je leta 2006 pričela predprodukcija filma Ženske, so za vlogo Crystal Allen izbrali Umo Thurman, poleg nje pa so pomembnejše vloge dobile še Annette Bening, Julia Roberts, Meg Ryan, Sandra Bullock, Ashley Judd, Lisa Kudrow in Anne Hathaway. Režiser filma, James L. Brooks, si je kasneje premislil in Uma Thurman je izgubila vlogo. Julija 2006 je poleg Lukea Wilsona zaigrala v filmu Moja super bivša. V filmu je upodobila »G-Dekle«, superjunakinjo, ki jo njen fant zapusti in se mu zato želi maščevati. Menda so ji za njeno vlogo v filmu, ki sicer ni zaslužil veliko denarja, plačali 14 milijonov USD. Ponovno je zaigrala v filmu, ki mu kritiki niso dodelili pozitivnih ocen, njo samo pa so kljub temu hvalili.
Februarja 2008 je poleg Colina Firtha in Jeffreya Deana Morgana zaigrala v romantični komediji Naključni mož, ki govori o ženski, ki se po zaroki poroči z nekim drugim moškim. Zgodba se zdi kot arhetipska hollywoodska izmišljotina, a Thurmanova je v enem izmed intervjujev dejala, da ve za par iz New Yorka s takšno zgodbo. Leta 2008 je zaigrala Elso v britanskem filmu Moja kovinska postelja, v katerem je poleg Paddyja Considinea in Jonathana Prycea zaigrala odvisnico od kokaina. Leta 2010 je zaigrala v filmu Materinstvo. Film je postal najslabše prodajani film v zgodovini britanskih kinematografov, saj je bilo v prvem vikendu po izidu prodanih le enajst vstopnic, kar je pomenilo 88 funtov prihodkov. V Združenih državah Amerike je bil nekoliko uspešnejši, a še vedno polomija, saj je tamkaj v treh tednih prinesel 93.388 USD prihodkov.
Leta 2011 je postala članica žirije filmskega festivala v Cannesu. Decembra 2011 je James Hibberd iz revije Entertainment Weekly poročal, da se je Thurmanova pridružila igralski zasedbi NBC-jeve dramske televizijske serije Smash, kjer bo zaigrala v vlogi Rebecce Duvall. Pojavila se je le v petih epizodah serije.

## Zasebno življenje

### Razmerja
Thurmanova je na snemanju filma State of Grace spoznala angleškega igralca Garyja Oldmana, s katerim se je leta 1990 poročila in čez dve leti ločila.
1. maja 1998 se je poročila z igralcem Ethanom Hawkeom, s katerim se je spoznala na snemanju filma Gattaca. Njegov roman Ash Wednesday je posvečen »Karuni«, kar je njeno srednje ime. Oba sta javnosti dala vedeti, da sta se poročila predvsem zato, ker je Uma Thurman zanosila – na njuni poroki je bila že sedem mesecev noseča. V zakonu sta se jima rodila dva otroka, leta 1998 hčerka in leta 2002 sin. Par se je razšel leta 2003. Ko so jo v intervjuju za oddajo The Oprah Winfrey Show vprašali, če je bilo razlog za razhod varanje, je dejala: »Na koncu je bilo tudi nekaj takšnih reči. Šla sva čez zelo hude čase in saj veste, kako se napetost sprošča ob takšnih priložnostih ter kako ljudje izražajo svojo nesrečnost.« Leta 2004 sta oba, Quentin Tarantino in Uma Thurman v intervjuju za revijo Rolling Stone, na naslovnici katere sta se takrat pojavila, zanikala, da bi kdaj imela romantično razmerje, čeprav je Quentin Tarantino v enem od intervjujev dejal: »Ne pravim, da ni bilo nič in ne pravim, da je kaj bilo.«
Zaročena je bila z londonskim finančnikom Arpadom Bussonom, s katerim je pričela hoditi leta 2007, a sta razmerje končala novembra 2009. Leta 2011 so par ponovno videli skupaj na pomladno-poletni modni reviji Louisa Vuittona v Parizu. Februarja 2012 je par oznanil, da pričakujeta prvega otroka. 15. junija 2012 je Uma Thurman rodila deklico.

### Politična dejavnost in dobrodelnost
Thurmanova je dejavna podpornica ameriške Demokratske stranke, kar je izkazala tudi s finančno podporo kandidatur Johna Kerryja, Hillary Clinton in Josepha R. Driscolla. Podpira tudi zakone za omejevanje uporabe orožja - leta 2000 je sodelovala pri kampanji revije Marie Claire za takojšnje prenehanje nasilja, povezanega s strelnim orožjem. Včlanjena je tudi v dobrodelno organizacijo Room to Grow, ki pomaga revnim družinam in otrokom. Leta 2007 je z igralcem Kevinom Spaceyjem vodila koncert ob podelitvi Nobelovih nagrad v norveškem Oslu.
Leta 2011 je postala eden od obrazov USAID-jeve kampanje FWD, ki si prizadeva za informiranje in angažiranje v boju proti suši, lakoti in vojni v Afriškem rogu.

## Filmografija
| Leto | Naslov                                         | Vloga                            | Opombe |
| ---- | ---------------------------------------------- | -------------------------------- | --- |
| 1988 | Johnny Be Good                                 | Georgia Elkans                   | |
| 1988 | Nevarna razmerja                               | Cécile de Volanges               | |
| 1988 | Kiss Daddy Goodnight                           | Laura                            | |
| 1988 | Dogodivščine barona Münchhausena               | Venera/Rose                      | |
| 1990 | Henry in June                                  | June Miller                      | National Society of Film Critics Award za najboljšo stransko igralko |
| 1990 | Where the Heart Is                             | Daphne McBain                    | National Society of Film Critics Award za najboljšo stransko igralko |
| 1991 | Robin Hood                                     | Marian                           | TV film |
| 1992 | V zadnjem trenutku                             | Diana Baylor                     | |
| 1992 | Jennifer 8                                     | Helena Robertson                 | Filmski festival Cognac Policier - Nagrada Coup de Chapeau |
| 1993 | Pesjan in Glorija                              | Glory                            | |
| 1994 | Šund                                           | Mia Wallace                      | Dallas-Fort Worth Film Critics Association Award za najboljšo stransko igralko MTV Movie Award za najboljši plesni del (skupaj z Johnom Travolto) National Society of Film Critics Award za najboljšo stransko igralko New York Film Critics Circle Award za najboljšo stransko igralko Nominirana — Oskar za najboljšo stransko igralko Nominirana — BAFTA Award za najboljšo igralko v glavni vlogi Nominirana — Chicago Film Critics Association Award za najboljšo stransko igralko Nominirana — Chlotrudis Award za najboljšo stransko igralko Nominirana — Nagrada Davida di Donatella za najboljšo tujo igralko Nominirana —Zlati globus za najboljšo stransko igralko - Film Nominirana — MTV Movie Award za najboljši nastop Nominirana — Screen Actors Guild Award za izstopajoč nastop ženske igralke v stranski vlogi |
| 1994 | Even Cowgirls Get the Blues                    | Sissy Hankshaw                   | Nominirana — Zlata malina za najslabšo igralko |
| 1995 | A Month by the Lake                            | Gospodična Beaumont              | |
| 1996 | The Truth About Cats & Dogs                    | Noelle                           | |
| 1996 | Beautiful Girls                                | Andera                           | |
| 1996 | Duke of Groove                                 | Maya                             | TV film |
| 1997 | Gattaca                                        | Irene Cassini                    | |
| 1997 | Batman in Robin                                | Dr. Pamela Isley/Poison Ivy      | Blockbuster Entertainment Award za najljubšo igralko - Znanstvena fantastika Nominirana — Kids' Choice Award za najljubšo filmsko igralko Nominirana — Zlata malina za najslabšo stransko igralko |
| 1998 | Nesrečniki                                     | Fantine                          | |
| 1998 | Maščevalci                                     | Emma Peel                        | Nominirana — Zlata malina za najslabšo igralko Nominirana — Zlata malina za najslabši par (skupaj z Ralphom Fiennesom) |
| 1999 | Vzpon in padec                                 | Blanche                          | |
| 2000 | Vatel                                          | Anne de Montausier               | |
| 2000 | Golden Bowl                                    | Charlotte Stant                  | |
| 2001 | Tape                                           | Amy Randall                      | Nominirana — Independent Spirit Award za najboljšo stransko igralko |
| 2001 | Chelsea Walls                                  | Grace                            | |
| 2002 | Hysterical Blindness                           | Debby Miller                     | Tudi producentka Zlati globus za najboljšo igralko v miniseriji ali televizijskem filmu Nominirana — Screen Actors Guild Award za izstopajoči nastop ženske igralke v miniseriji ali televizijskem filmu |
| 2003 | Plačilo                                        | Dr. Rachel Porter                | |
| 2003 | Ubila bom Billa 1                              | Beatrix Kiddo/Nevesta/Črna Mamba | Empire Award za najboljšo igralko MTV Movie Award za najboljši ženski nastop MTV Movie Award za najboljši pretep (skupaj s Chiaki Kuriyamo) Saturn Award z najboljšo igralko Nominirana — BAFTA Award za najboljšo igralko v glavni vlogi Nominirana — Zlati globus za najboljšo igralko - Filmska drama Nominirana — MTV Movie Awards Mexico za najbolj smešno Američanko na Japonskem Nominirana — Online Film Critics Society Award za najboljšo igralko Nominirana — Satellite Award za najboljši originalni scenarij (skupaj s Quentinom Tarantinom) |
| 2004 | Ubila bom Billa 2                              | Beatrix Kiddo/Nevesta/Črna Mamba | MTV Movie Award za najboljši pretep (skupaj z Daryl Hannah) Nominirana — Broadcast Film Critics Association Award za najboljšo igralko Nominirana — Empire Award za najboljšo igralko Nominirana — Zlati globus za najboljšo igralko - Filmska drama Nominirana — Irish Film and Television Award za najboljšo igralko v glavni vlogi Nominirana — MTV Movie Award za najboljši ženski nastop Nominirana — Online Film Critics Society Award za najboljšo igralko Nominirana — People's Choice Award za najljubšo žensko akcijsko zvezdnico Nominirana — Satellite Award za najboljšo igralko - Filmska drama Nominirana — Saturn Award za najboljšo igralko Nominirana — Teen Choice Award za izbiro filmske igralke - Drama |
| 2005 | Bodi kul                                       | Edie Athens                      | |
| 2005 | Nausicaä of the Valley of the Wind             | Kushana                          | Samo glas Angleška sinhronizacija filma iz leta 1984 |
| 2005 | Snaha, da te kap                               | Rafi Gardet                      | |
| 2005 | Producenta                                     | Ulla                             | |
| 2006 | Moja super bivša                               | Jenny Johnson/G-Dekle            | Nominirana — MTV Movie Award za najboljši pretep (skupaj z Anno Faris) Nominirana — People's Choice Award za najljubšo žensko akcijsko zvezdnico |
| 2007 | The Naked Brothers Band: The Movie             | Uma Thurman                      | |
| 2008 | The Life Before Her Eyes                       | Diana                            | |
| 2008 | Naključni mož                                  | Emma Lloyd                       | tudi producentka |
| 2008 | Moja kovinska postelja                         | Elsa Quinn                       | |
| 2008 | A Muppets Christmas: Letters to Santa          | Joy                              | TV film |
| 2009 | Materinstvo                                    | Eliza Welsh                      | Nagrada filmskega festivala v Bostonu za najboljšo igralko |
| 2010 | Percy Jackson in olimpijci - kradljivec strele | Meduza                           | |
| 2010 | Ceremony                                       | Zoe                              | |
| 2012 | Bel Ami                                        | Madeleine Forestier              | |
| 2012 | Playing the Field                              | Patti                            | |
| 2013 | Movie 43                                       | Lois Lane                        | |

## Nagrade in nominacije
| Leto | Nagrada                                     | Kategorija                                                             | Delo                        | Osvojila?  |
| ---- | ------------------------------------------- | ---------------------------------------------------------------------- | --------------------------- | ---------- |
| 1993 | Nagrade filmskega festivala Cognac Policier | Nagrada Coup de Chapeau                                                | Jennifer 8                  | Da         |
| 1995 | Zlata malina                                | Najboljša igralka                                                      | Even Cowgirls Get the Blues | Ne         |
| 1995 | Oskar                                       | Najboljša stranska igralka                                             | Šund                        | Ne         |
| 1995 | BAFTA Awards                                | Najboljša igralka v stranski vlogi                                     | Šund                        | Ne         |
| 1995 | Chlotrudis Awards                           | Najboljša stranska igralka                                             | Šund                        | Ne         |
| 1995 | Zlati globus                                | Najboljša stranska igralka – Film                                      | Šund                        | Ne         |
| 1995 | MTV Movie Awards                            | Najboljši nastop                                                       | Šund                        | Ne         |
| 1995 | Screen Actors Guild Awards                  | Izstopajoči nastop ženske igralke v stranski vlogi                     | Šund                        | Ne         |
| 1998 | Kids' Choice Awards                         | Najljubša filmska igralka                                              | Batman in Robin             | Ne         |
| 1998 | Zlata malina                                | Najslabša stranska igralka                                             | Batman in Robin             | Ne         |
| 1999 | Zlata malina                                | Najslabša igralka                                                      | Maščevalci                  | Ne         |
| 2001 | Gotham Awards                               | Najboljša igralka                                                      |                             | Da         |
| 2002 | Independent Spirit Awards                   | Najboljša stranska igralka                                             | Tape                        | Ne         |
| 2003 | Zlati globus                                | Najboljša igralka – Miniserija ali televizijski film                   | Hysterical Blindness        | Da         |
| 2003 | Screen Actors Guild Awards                  | Izstopajoči nastop ženske igralke v miniseriji ali televizijskem filmu | Hysterical Blindness        | Ne         |
| 2004 | Saturn Awards                               | Najboljša igralka                                                      | Ubila bom Billa 1           | Da         |
| 2004 | BAFTA Awards                                | Najboljša igralka v glavni vlogi                                       | Ubila bom Billa 1           | Ne         |
| 2004 | Empire Awards                               | Najboljša igralka                                                      | Ubila bom Billa 1           | Da         |
| 2004 | Zlati globus                                | Najboljša igralka – Filmska drama                                      | Ubila bom Billa 1           | Ne         |
| 2004 | MTV Movie Awards                            | Najboljši nastop                                                       | Ubila bom Billa 1           | Da         |
| 2004 | Online Film Critics Society Awards          | Najboljša igralka                                                      | Ubila bom Billa 1           | Ne         |
| 2004 | Irish Film and Television Awards            | Najboljša mednarodna igralka                                           | Ubila bom Billa 2           | Ne         |
| 2004 | Teen Choice Awards                          | Izbira filmske igralka – Drama/akcijska avantura                       | Ubila bom Billa 2           | Ne         |
| 2005 | Saturn Awards                               | Najboljša igralka                                                      | Ubila bom Billa 2           | Ne         |
| 2005 | Broadcast Film Critics Association Awards   | Najboljša igralka                                                      | Ubila bom Billa 2           | Ne         |
| 2005 | Empire Awards                               | Najboljša igralka                                                      | Ubila bom Billa 2           | Ne         |
| 2005 | Zlati globus                                | Najboljša igralka – Filmska drama                                      | Ubila bom Billa 2           | Ne         |
| 2005 | MTV Movie Awards                            | Najboljši nastop                                                       | Ubila bom Billa 2           | Ne         |
| 2005 | Online Film Critics Society Awards          | Najboljša igralka                                                      | Ubila bom Billa 2           | Ne         |
| 2005 | Satellite Awards                            | Najboljša igralka - Filmska drama                                      | Ubila bom Billa 2           | Ne         |
| 2005 | People's Choice Awards                      | Najljubša ženska akcijska zvezdnica                                    |                             | Ne         |
| 2007 | People's Choice Awards                      | Najljubša ženska akcijska zvezdnica                                    |                             | Ne         |
| 2012 | Emmy                                        | Izstopajoča gostovalna igralka v dramski seriji                        | Smash                       | Še neznano |